# Lyodra

Firma di Lyodra

Lyodra Margareta Ginting, nota semplicemente come Lyodra (Medan, 21 giugno 2003), è una cantante indonesiana.

## Biografia
Originaria di Medan, nella sua giovane età ha preso lezioni di pianoforte per circa due anni.
Nel 2014 ha partecipato all'evento canoro per bambini nazionale Kirana semen Indonesia, organizzato dal Semen Indonesia Group, dove è arrivata tra i primi quattro in finale. È stata inoltre finalista alla quarta stagione di Indonesia mencari bakat, andato in onda su Trans TV. La sua partecipazione a quest'ultimo programma le ha permesso di prendere parte al Jakarta International Java Jazz Festival, uno dei principali festival dedicati al genere nel mondo, due anni dopo. In occasione del Giorno dell'indipendenza dell'Indonesia si è esibita presso il palazzo Merdeka il 17 agosto 2016.
Nello stesso anno ha ricevuto la sua prima nomination alla diciannovesima edizione degli Anugerah Musik Indonesia grazie alla collaborazione con Olivola Stop Bully nella categoria di miglior duo/gruppo di bambini. Il brano è stato candidato anche ai premi Dahsyatnya organizzati dalla rete televisiva RCTI. Finirà per vincere l'AMI Award alla miglior artista solista femminile bambina nel 2017.
Qualche anno più tardi si è fatta conoscere nazionalmente dopo essere divenuta concorrente all'adattamento indonesiano di American Idol, battendo la rivale Tiara Andini e divenendo la più giovane vincitrice nella storia del talent show indonesiano. Allo stesso tempo Gemintang hatiku è divenuto il suo primo ingresso nella Indonesia Top 100 di Billboard Indonesia, la prima e unica classifica di mercato della nazione fino ad allora, collocandosi all'interno della top 20.
La popolarità del brano le ha fruttato due statuette nell'ambito del Dahsyatnya Award. Mengapa kita #terlanjurmencinta, invece, le ha valso una nomination come miglior artista pop solista alla versione indonesiana dei Grammy Award. I due pezzi hanno anticipato il primo album in studio eponimo, reso disponibile dalla Universal Music Indonesia nel luglio 2021. L'LP contiene la traccia Pesan terakhir, posizionatasi nella top ten della Indonesia Songs e finita in lizza per il Music Award Japan alla miglior canzone asiatica.
Nei primi mesi del 2021 ha anche fatto il suo debutto come attrice nella webserie 7 hari sebelum 17 tahun. Agli MTV Europe Music Awards ha rappresentato il proprio paese nella categoria di miglior artista asiatico sudorientale, mentre agli Anugerah Musik Indonesia annuali ha conseguito una terza candidatura grazie a Tentang kamu.
In occasione dell'Mnet Asian Music Award le è stato assegnato il premio al miglior artista rivelazione indonesiano. Sang dewi, una collaborazione con Andi Rianto uscita nel 2022, si è imposta in vetta alla Indonesia Songs per undici settimane non consecutive.

## Discografia

### Album in studio
- 2021 – Lyodra
- 2024 – Melangkah

### Singoli
- 2017 – Dear Dream
- 2020 – Gemintang hatiku
- 2020 – Mengapa kita #terlanjurmencinta
- 2020 – Tentang kamu
- 2021 – Sabda rindu
- 2022 – Sang dewi (con Andi Rianto)
- 2023 – Ego
- 2023 – Tak dianggap
- 2023 – Ada (con Afgan)
- 2024 – Tak selalu memiliki
- 2024 – Terlalu cinta (con Yovie Widianto)
- 2024 – Jauh di sana

### Collaborazioni
- 2022 – Heaven (Calum Scott feat. Lyodra)